# Diego Ladrón de Guevara
Diego Ladrón de Guevara Orozco y Calderón (1641-1718) fue un funcionario eclesiástico de los territorios de ultramar del imperio español, XXV virrey del Perú en los años de 1710 a 1716.

## Biografía
Inclinado hacia el sacerdocio por designio paterno, estudió en el Real Colegio de la Universidad de Alcalá de Henares. Bachiller y licenciado en Cánones y Leyes de la Universidad de Sigüenza, y catedrático de Código en la misma. A poco, asumió la canonjía magistral en las catedrales de Sigüenza y Málaga, desde donde fue promovido al obispado de Panamá (8 de octubre de 1689).

## Labor episcopal

### En Panamá
En Panamá, edificó la catedral, además de construir los colegios de San Luis y de San Diego. Allí se le encargó asumir interinamente la presidencia de la Real Audiencia (1695), así como la gobernación y comandancia general de Tierra Firme, en lugar de Pedro José de Guzmán-Dávalos, Marqués de la Mina; y en atención a las acusaciones formuladas por tres oidores, lo recluyó.

en el castillo de Chagres, tratándolo con más dureza y menos decoro del que correspondía a su persona y circunstancia y a la piedad de un prelado eclesiástico, que se dejó llevar de la pasión para vengar resentimientos particulares; y sin este borrón hubiera sido un jefe cabal, pues renovó mucha parte de las fortificaciones de aquella importante plaza, la proveyó de tropa, víveres y municiones, e impidió el desembarco que intentaron unos piratas en la provincia del Darién.
Antonio de Alcedo

### En Huamanga
Preconizado obispo de Huamanga (2 de noviembre de 1698), se dio el pase a las bulas correspondientes al año siguiente y tomó posesión de su nueva sede el 7 de julio de 1700. Efectuó la visita pastoral; y además de proteger el establecimiento de la Universidad de San Cristóbal, impulsó la terminación del convento e iglesia de Santa Teresa. Pero pronto hubo de trasladarse al obispado de Quito (1705), que se hallaba vacante.

### En Quito
Tomó posesión de esta sede en 1706.